# Échappement atmosphérique

Diagramme de la vitesse de libération en fonction de la température de surface des corps principaux du système solaire montrant quels gaz sont retenus. Les corps célestes sont à la même échelle, et leur point de valeur dans le diagramme sont les points noirs en leur milieu.

L'échappement atmosphérique est la perte de gaz atmosphériques planétaires vers l'espace extra-atmosphérique.
Ce processus a fait évoluer de manière décisive la composition de l'atmosphère de plusieurs corps du système solaire : disparition de l'essentiel de l'atmosphère martienne, faisant de cette planète un monde désert et stérile, évacuation de l'hydrogène de l'atmosphère terrestre, permettant à la vie d'apparaître, disparition de la vapeur d'eau de l'atmosphère de Vénus, contribuant à l'effet de serre caractérisant cette planète. Plusieurs mécanismes sont susceptibles de contribuer à l'échappement atmosphérique. Leur incidence est principalement influencée par la masse de la planète et la présence d'un champ magnétique. Deux missions spatiales — MAVEN, lancée par la NASA en 2013, et ExoMars Trace Gas Orbiter de l'Agence spatiale européenne (lancée en 2016, opérationnelle depuis 2018) — sont consacrées à l'étude in situ de l'échappement de l'atmosphère de Mars.

## Mécanismes d'échappement thermique
L'un des mécanismes d'échappement thermique classique est l'échappement de Jeans. Dans une quantité de gaz, la vitesse moyenne d'une molécule est déterminée par la température, mais la vitesse des molécules individuelles varie de façon continue pendant qu'elles se heurtent les unes aux autres, par acquisition ou perte d'énergie cinétique. 
Dans le cas de Mars les données à disposition ont permis d'identifier plusieurs mécanismes qui ont pu conduire à l'échappement atmosphérique de l'atmosphère de la planète dans l'espace interplanétaire. Le rayonnement ultraviolet et le vent solaire transforment les atomes et les molécules de la haute atmosphère martienne, à l'origine électriquement neutre, en particules chargées (ions). Le champ électrique généré par le vent solaire peut alors agir sur celles-ci et les chasser dans l'espace. Le vent solaire peut également réchauffer les molécules de la haute atmosphère qui échappent alors à la gravité martienne. Mais des éruptions volcaniques ont eu lieu par la suite et auraient dû reconstituer l'atmosphère. La disparition de celle-ci résulte peut-être de la combinaison de plusieurs de ces mécanismes. Les mécanismes d'échappement à l’œuvre peuvent être regroupés dans deux catégories : échappement thermique et échappement non thermique.

### Échappement thermique
L'échappement thermique est un phénomène qui a lieu à très haute altitude, au-dessus de l'exobase, dans l'exosphère (à une altitude supérieure à deux cents kilomètres – sur Mars), région de l'atmosphère où les particules ne subissent pratiquement plus de collisions, du fait de la faible densité de l'atmosphère résiduelle. Il résulte de l'agitation normale des particules d'un gaz en équilibre thermodynamique.

#### Échappement de Jeans
L'un des mécanismes d'échappement thermique classique est l'échappement de Jeans (du nom de l'astronome britannique James Jeans qui l'a décrit pour la première fois). Dans une quantité de gaz, la vitesse des particules qui parviennent au-dessus de l'exobase à la suite de collisions se distribue de manière aléatoire. Celles qui sont dotées d'une grande énergie cinétique avec une vitesse supérieure à la vitesse d'échappement et un vecteur vitesse dirigé vers le haut échappent à l'attraction. Le réservoir de particules de ce type est reconstitué de manière continue par des particules en provenance des couches atmosphériques inférieures. L'échappement de Jeans ne joue un rôle significatif que pour les particules les plus légères (H, H2, D). La vitesse de libération de la planète (liée à sa masse)  détermine l'impact de l'échappement de Jeans sur l'atmosphère. Dans le cas des planètes géantes gazeuses cet impact est nul alors que sur Mars il est important. 
Dans le cas de la Terre, cet échappement est responsable d’environ 10 à 40 % de la fuite actuelle d’hydrogène de la planète.
Dans le cas de Mars, c'est a priori le mécanisme qui explique la perte de la majorité de l'hydrogène neutre (non ionisé). Dans la mesure où cet hydrogène provient de l'eau, l'étude de l'échappement de l'hydrogène se confond avec l'étude de la disparition de l'eau sur Mars,.

#### Échappement hydrodynamique
Cet échappement est un cas limite de l'échappement de Jeans dans lequel l'expulsion de l'hydrogène vers l'espace interplanétaire entraîne celui d'espèces plus lourdes. Il ne joue un rôle important qu'au tout début de l'histoire de la planète, lorsque l'atmosphère primitive était riche en hydrogène.

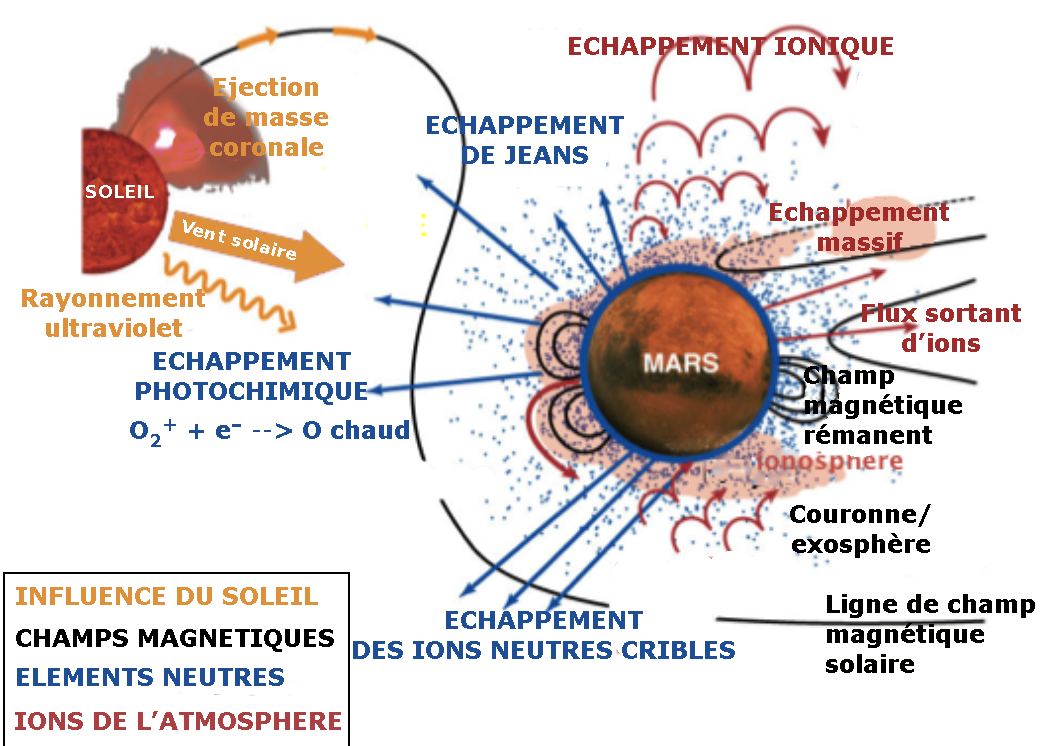
Les différents processus contribuant à l'échappement de l'atmosphère martienne.

### Échappements non thermiques

#### Échappement chimique
Certaines réactions chimiques exothermiques qui ont lieu dans l'atmosphère produisent un excès d'énergie cinétique transmis aux atomes. Lorsque ces réactions se produisent près de l'exobase dans une région où la densité est suffisante pour que des collisions se produisent mais où elle est suffisamment faible pour que l'énergie acquise par les particules ne soit pas dissipée dans de nouvelles collisions (thermalisation), certains des atomes expulsés vers l'exosphère ont acquis suffisamment d'énergie et donc de vitesse pour s'échapper dans l'espace interplanétaire.

#### Échappement ionique
Ce type d'échappement concerne les particules (atomes ou molécules) ionisées. Celles-ci sont originaires de deux régions de l'atmosphère martienne : l'exosphère et la basse ionosphère en dessous de l'exobase. Dans l'exosphère des ions sont produits à partir d'atomes ou molécules électriquement neutres. Ils sont alors accélérés par le vent solaire et acquièrent une vitesse suffisante pour échapper à l'attraction de Mars. Ce processus concerne principalement des ions H+ et O+. De leur côté, les ions produits dans la basse ionosphère martienne atteignent l'exobase par diffusion et sont alors également accélérés par le vent solaire et pour certains d'entre eux expulsés dans le milieu interplanétaire. Les particules concernées sont principalement O2+, CO2+ et O+.

### Criblage
Les ions accélérés ne s'échappent pas tous de l'atmosphère de Mars mais certains d'entre eux ont une trajectoire qui tangente l'atmosphère et finissent par percuter d'autres particules. Ils provoquent l'éclatement de molécules et transfèrent alors leur énergie aux atomes (C, N, O, Ar…) qui dans certains cas acquièrent suffisamment de vitesse pour échapper à l'attraction martienne.

#### Rôle des météorites
Dans le cas de Mars, le sol a conservé les traces d'impact d'énormes astéroïdes qui ont créé près de vingt cratères de plus de mille kilomètres de diamètre. L'onde de choc associée à ces impacts aurait également pu chasser une grande partie de l'atmosphère martienne. Ce mécanisme a pu jouer un rôle important durant le Noachien où toutes les planètes internes ont subi un bombardement intensif de météorites (Grand bombardement tardif). Ce phénomène pourrait être à l'origine de la disparition d'une grande partie du CO2 de Mars.

## Processus d'évasion atmosphérique dominants sur Terre
La Terre est trop grande pour perdre une proportion significative de son atmosphère par l'échappement de Jeans. Le taux actuel de perte est d'environ trois kilogrammes (3 kg) d'hydrogène et cinquante grammes (50 g) d'hélium par seconde. L'exosphère est la région de haute altitude où la densité atmosphérique est assez faible pour que l'échappement de Jeans arrive à se produire. Les calculs de l'échappement de Jeans menés avec une température d'exosphère de 1 800 K montrent que diminuer les ions O+ par un facteur d'e (2,718...) prendrait presque un milliard d'années. La température de 1 800 K est plus élevée que la température réelle observée de l'exosphère ; à la température réelle moyenne de l'exosphère, la diminution des ions O+ par un facteur standard d'e ne se produirait pas même sur plus d'un millier de milliards d'années. En outre, la plupart de l'oxygène sur la Terre est lié dans les molécules d'O2, qui sont trop massives pour échapper à la Terre par l'échappement de Jeans.
Le champ magnétique de la Terre la protège du vent solaire et empêche l'évasion des ions, sauf près des pôles magnétiques où le flux de particules chargées part de la Terre le long des lignes de champ magnétique. Ce flux est le plus important, et comptant tous les processus d'échappement importants on trouve que le champ magnétique ne protège pas une planète d'échappement atmosphérique. L'attraction gravitationnelle de la Terre empêche d'autres processus de pertes non-thermiques d'éroder sensiblement l'atmosphère.
Pourtant l'atmosphère de la Terre est près de deux ordres de grandeur moins dense que celle de Vénus à la surface. Ceci est dû au régime de température de la surface terrestre, H2O et CO2 sont séquestrés (respectivement) dans l'hydrosphère et la lithosphère. La pression partielle de vapeur d'eau est limitée par l'équilibre avec l'eau liquide dans des océans, diminuant grandement la densité atmosphérique potentielle. Avec le cycle de l'eau à la surface de la Terre, le CO2 est continûment retiré de l'atmosphère et isolé dans des roches sédimentaires.
Quelques évaluations indiquent que presque tout le carbone sur la Terre est contenu dans des roches sédimentaires, la part atmosphérique du CO2 étant approximativement 1/250 000e du CO2 total présent sur Terre. Si ces deux réservoirs étaient relâchés dans l'atmosphère, celle-ci serait encore plus dense que l'atmosphère de Vénus. Donc, le mécanisme dominant de « perte » de l'atmosphère terrestre n'est pas l'évasion dans l'espace, mais la séquestration.

### Sources
- [Présentation de la mission MAVEN au MEPAG] (en) Bruce Jakosky, Joseph Grebowsky et David Mitchell, The 2013 Mars Atmosphere and Volatile EvolutioN (MAVEN) Mission : Presentation to the Mars Exploration Program Analysis Group (MEPAG), NASA, 28 février 2012, 63 p. (lire en ligne)Document présentant la mission dans le cadre du congres scientifique MEPAG (fev 2012)
- [Présentation à la presse de la mission] (en) NASA, Mars Atmosphere and Volatile EvolutioN (MAVEN) Press kit : Exploring mars' climate history, NASA, novembre 2013, 40 p. (lire en ligne)Document officiel de la NASA de présentation de la mission MAVEN rédigé pour le lancement
- Jean-Yves Chaufray, Étude de l’exosphère de Mars et de l’échappement de l’eau : Modélisation et analyse des données UV de SPIcam (thèse), Université Pierre et Marie Curie Paris VI, 24 septembre 2007, 254 p. (lire en ligne)